# Bosna i Hercegovina u Kraljevini Jugoslaviji
Od 1918. do 1941. godine Bosna i Hercegovina se nalazi u sastavu Kraljevine Srba, Hrvata i Slovenaca, kasnije prozvane Kraljevina Jugoslavija. Osnovno obilježje toga razdoblja je nastojanje Srba da se, koristeći se dominacijom u vojsci i politici, te relativnom brojnošću (oko 38 − 40 % ukupnog stanovništva BiH), nametnu kao dominantan čimbenik u zemlji. U režimu ograničenog parlamentarizma i drastičnih izbornih manipulacija, te političkih ubojstava (Milan Šufflay, Ivo Pilar) i korupcije (sve energije u zemlji su se trošile na zaoštrene političke borbe, te su, zbog unutrašnje rastočenosti zemlje, dovele do brzoga kolapsa Kraljevine Jugoslavije u ratu s nacističkom Njemačkom). 

## Država/Kraljevstvo SHS
Prije ulaska srbijanske vojske Hrvatska, Bosna i Hercegovina, Slovenija, te Bačka i Banat, tj. Vojvodina ustrojile su svoja Narodna vijeća i središnje Narodno vijeće sa sjedištem u Zagrebu. Na temelju odluke Hrvatskog sabora, koji je kao predstavnički organ Kraljevine Hrvatske imao na to povijesno pravo, 29. listopada 1918. godine, prekinuti su svi dotadašnji odnosi s Austro-Ugarskom i proglašena Država Slovenaca, Hrvata i Srba sa sjedištem u Zagrebu, a u njoj su bile sve južnoslavenske zemlje, koje su bile u sastavu Austro-Ugarske (Hrvatska, Bosna i Hercegovina, Slovenija i Vojvodina).
Ta Država Slovenaca, Hrvata i Srba, postojala je kratko vrijeme, sve do nametnutog proglasa njenog ujedinjenja s Kraljevinom Srbijom i Crnom Gorom u Kraljevstvo Srba, Hrvata i Slovenaca, 1. prosinca 1918. godine. U toj je državi, Bosna i Hercegovina bila središnje područje, koje su Srbi na razne načine nastojali izravno uključiti u svoju interesnu sferu.

## Kraljevina SHS
Godine 1920. na izborima za Ustavotvornu skupštinu Hrvatska pučka seljačka stranka Stjepana Radića dobila je pedeset zastupničkih mjesta, što je bilo više od svih hrvatskih političkih stranaka zajedno. Zajedno, blok stranaka s programom velikosrpskog centralizma dobio je 44% glasova, anticentralističke hrvatske stranke 23%, dok je ostatak pripao slovenskim, muslimanskim i ostalim strankama s generalno anticentralističkim tendencijama, no poznatim po korupcionaškom i nagodbenjačkom stavu. Većinu glasova Bosanskih Muslimana dobiva stranka Mehmeda Spahe, Jugoslavenska muslimanska organizacija, dok Srbi Bosne i Hercegovine glasuju uglavnom za srpske stranke, Radikalnu i Demokratsku. 
Godine 1921. proglašen je tzv. "Vidovdanski ustav", kojim su ukinute povijesne granice zemalja koje su tvorile Kraljevinu SHS, te je sa svrhom srpske majorizacije i centralizacije država podijeljena u 33 oblasti. Tada su ukinute sve zemaljske vlade pa i ona u Bosni i Hercegovini i država je dobila novo ime Kraljevina Srba, Hrvata i Slovenaca. Većina zastupnika u Parlamentu (HRSS, republikanci, socijaldemokrati) napustila je Skupštinu, pa je ustav izglasan "kupovinom" glasova većinom muslimanskih stranaka iz BiH, Kosova i Makedonije, bez kojih Parlament ne bi imao 50% saziva. Do 1921. postojali su neki oblici samouprave u Bosni i Hercegovini, Hrvatskoj i drugim zemljama koje su ušle u Kraljevinu Srba, Hrvata i Slovenaca. Prema Vidovdanskom ustavu provedena je stroga centralizacija vlasti sa sjedištem u Beogradu, u rukama srpske dinastije Karađorđevića. Umjesto dotadašnje podjele, uvedena je srpska podjela na oblasti od kojih je njih šest bilo na području Bosne i Hercegovine. Njihova sjedišta bila su u Bihaću, Banjoj Luci, Travniku, Tuzli, Sarajevu i Mostaru, dakle austrougarski okruzi su postali jugoslavenske oblasti. 
Vidovdanski ustav bio je iznimno centralistički nastrojen, a svu je vlast davao kralju i nasljednoj dinastiji Karađorđevića. Iako je institucija Predsjednika vlade postojala, njegove ovlasti su, u odnosu na kraljeve, bile neznatne. Naime, zanimljiv je podatak kako je u periodu od 1921. do 1929. došlo do 23 promjene vlade, a od svih tih, samo su 2 zahtjeva došla od Narodne skupštine, a ostalu 21 promjenu inicirao je sam kralj (naravno, neki premijeru su ostali i nakon promjena vlade). Izbori u novoj kraljevini održavali su se svake 2 godine (1923., 1925. i 1927.), a glavna konkurencija dominantnoj Narodnoj radikalnoj stranci (koja je po broju zastupnika prestigla i DS), bio je Radićeva Hrvatska republikanska seljačka stranka. Potporom, koju je dobivao na izborima, Stjepan Radić je postao vođa hrvatskog naroda.
Nakon kraćeg vremena u vladi s radikalima, Radić se vraća u oporbu. Tada se Radić, što je bilo veliko iznenađenje za državu, približava bivšem političkom oponentnu, Svetozaru Pribićeviću. Naime, Pribičević je već ranije istupio iz DS-a i osnovao SDS, a shvatio je kako se prisilni unitarizam ne smije provoditi te kako je federalno uređenje jedina moguća solucija za krizu u zemlji. Dvojica stranačkih čelnika 10. studenog 1927. osnivaju Seljačko-demokratsku koaliciju, savez HSS-a i SDS-a, kojoj su na čelu bili upravo Radić i Pribićević. Nova je koalicija predstavljala obziljne probleme vladi u Beogradu, posebice jer više nisu mogli ostvarivati potrebnu većinu.
Srpski radikalni poslanik Puniša Račić je 1928. godine u beogradskoj Skupštini pucao u skupinu poslanika Hrvatske seljačke stranke. Ubio je Pavla Radića i Đuru Basaričeka, a teško ranio Stjepana Radića. Stjepan Radić je podlegao od zadobivenih rana 8. kolovoza 1928. godine. Ubojstvom političkog vođe hrvatskog naroda stvoren je nezacjeljivi raskol između Hrvata i Kraljevine Jugoslavije. Nakon atentata skupina hrvatskih nacionalista na čelu s parlamentarnim zastupnikom Hrvatske stranke prava u saveznoj skupštini Antom Pavelićem napušta zemlju i osniva ekstremni nacionalistički pokret Ustaše. Sljedeće godine kralj Aleksandar I. ukida Vidovdanski ustav i uvodi osobnu diktaturu. Pojačan je režim represije (ubojstva istaknutijih Hrvata, progoni Makedonaca i Albanaca, srpska kolonizacija u nesrpskim krajevima, teror političke policije).

## Kraljevina Jugoslavija
Uvođenjem šestosječanjske diktature, novom teritorijalnom podjelom 1929. godine, Bosna i Hercegovina je opet razbijena između više banovina, a država je dobila novo ime Kraljevina Jugoslavija, provodeći, tako, geslo "Jedan narod, jedan kralj, jedna država". Bivša banjalučka, bihaćka i dio travničke oblasti činili su Vrbasku banovinu sa sjedištem u Banjoj Luci, Drinska sa sjedištem u Sarajevu imala je u svom sastavu istočnu Bosnu, Srbiju do Kolubare, dio bivšeg hrvatskog Srijema i istočne Slavonije, a Primorska sa sjedištem u Splitu imala je u svom sastavu zapadnu Hercegovinu i dio Bosne do Travnika, dok je istočna Hercegovina pripala Zetskoj banovini sa sjedištem u Cetinju. Bila je to zlonamjerna, velikosrpska podjela povijesnih sastavnica bosanskohercegovačkog teritorija.
Iako je dobar dio političara, posebice hrvatskih (njih je predvodio dr. Vladko Maček, nasljednik Stjepana Radića na čelu SDK), pozdravio uvođenje diktature, smatrajući ju boljim rješenjem od Vidovdanskog ustava i novom prilikom za ujednačavanje odnosa, proglašenje iste dovelo je, zapravo, do eskalacije nasilja protiv unutrašnjih neistomišljenika, što je samo povećalo spiralu stvorenu još 1918. godine. U državnom pokušaju razbijanja albanskih, hrvatskih, makedonskih i slovenskih pokreta hrvatske žrtve će postati najpoznatije.
Iz Beograda se upravljalo s Bosnom i Hercegovinom, kao da je to u potpunosti srpska zemlja. Bosnom i Hercegovinom upravljali su oblasni banovi, od kojih je samo Dravska obuhvaćala teritorij BiH u potpunosti, a spajanjem sjeveroistočne Bosne i zapadne Srbije nastala je Drinska banovina sa sjedištem u Sarajevu. Agrarna reforma provodi se u korist Srba, poglavito sudionika I. svjetskog rata, tzv. solunaša. Razvlašćuju se imanja bosanskih begova koja se uglavnom dodjeljuju Srbima, koji su oslonac nove vlasti. Svi seljaci dobili su zemlju besplatno: 113.000 kmetova dobilo je oko 546.000 ha, 55.000 beglučara (nenasljednih zakupaca) i 80.000 ostalih interesenata. Bivši vlasnici dobili su 65 milijuna dinara u gotovom i 65 milijuna u roku od godinu dana i još 130 milijuna u obveznicama, plus 25 milijuna za tzv. beglučke zemlje. Godine 1933. dodano je još 50 milijuna u obveznicama za pašnjake i šikare. Kako su mnogi bivši vlasnici, muslimani ubrzo potrošili odštetu i ostali bez prihoda, 1928. godine data im je mogućnost da dobiju drugu, državnu zemlju ako je žele sami obrađivati.
Bilo je i pojava socijalnog nezadovoljstva, pa i buna što je ona rudarska u Husinu kraj Tuzle 1920. godine. Česti su bili progoni i uhićenja, poglavito Hrvata, muslimana i komunista. Za autonomiju Bosne i Hercegovine, zalagala se Jugoslavenska muslimanska organizacija, te djelomice Komunistička partija. Hrvati, u koje se tada ubraja i većina muslimana, nezadovoljni su tretiranjem nacionalnog pitanja i nepovoljnog položaja Katoličke crkve i islamske vjeroispovijesti.
Nova podjela na banovine izvršena je 1931. godine, ali je i po njoj ostalo sve po starom, samo su iz Drinske banovine sa sjedištem u Sarajevu izdvojeni Srijem i istočna Slavonija i dodijeljeni Dunavskoj banovini sa sjedištem u Novom Sadu. Iz Beograda se upravljalo s Bosnom i Hercegovinom, kao da je to u potpunosti srpska zemlja. Po popisu stanovništva iz 1931. godine, Bosna i Hercegovina imala je 2.323.787, sljedećeg nacionalnog sastava: pravoslavci 44,25 %, muslimani 30,90, katolici 23,58 % i ostali 1,02 %

## Banovina Hrvatska
| Premijer Dragiša Cvetković |  | Premijer Dragiša Cvetković |
| Premijer Dragiša Cvetković |  | Vladko Maček, vođa HSS-a   |

U Marseillesu, 1934. godine ubijen je kralj Aleksandar I., kao "osveta" za suurotništvo u atentatu na Radića. Organizatori atenatata bili su ustaški pokret i makedonski revolucionari, a atentator je bio Veličko Kerin. Ubijenoga kralja je naslijedio sin Petar II., umjesto kojega vlada regentsko vijeće. 
No, poslije godina diktature, ubojstva, korupcionaških skandala i nasilja, 1939. godine, suočeni s neuspjehom centralizatorske politike, srpski vladajući krugovi pristaju na kompromis. Dolazi do sporazuma između vođe Hrvatske seljačke stranke Vladka Mačeka i predsjednika vlade Dragiše Cvetkovića. Tim je sporazumom osnovana Banovina Hrvatska, koja je osim Savske i Primorske banovine obuhvaćala i kotare Dubrovnik, Šid, Ilok, Brčko, Gradačac, Derventa, Travnik i Fojnica. Time u Banovinu Hrvatsku ulazi oko 30% područja današnje Bosne i Hercegovine. Radikalni hrvatski nacionalisti su se protivili sporazumu, smatrajući da su bosanskohercegovački Muslimani, koje su oni smatrali integralnim dijelom hrvatskog naroda, ostavljeni na cjedilu. U nadležnost Banovine preneseni su poslovi gospodarstva, trgovine, industrije, socijalne politike i još neki drugi. Hrvatski ban postao je Ivan Šubašić.
Uredbom o Banovini Hrvatskoj bile su određene i njene nadležnosti, među kojima su bile poljoprivreda, trgovina, industrija, šume, rudnici, građevine, socijalna politika i zdravstvo, tjelesni odgoj, prosvjeta i unutarnja uprava. Time bi ona imala, praktično, skoro konfederalan status. U nadležnosti države ostali su vanjski poslovi, vojska, policija i vanjska trgovina. Ostalo je sporno financiranje nove upravne jedinice, pa je o tome donesena posebna uredba 30. ožujka 1940. Mnoge od ovih odredbi nisu nikad provedene do kraja, bilo zbog kratkog postojanja Banovine, bilo zbog opstrukcija iz Beograda. Planirano je i raspisivanje izbora za Hrvatski sabor, ali to se nije dogodilo zbog izbijanja Drugog svjetskog rata. 
Podjela Jugoslavije na Banovinu Hrvatsku i ostali dio izazvala je nezadovoljstvo Srba te Srpske pravoslavne crkve, koji su bili protiv bilo kakve autonomije Hrvata, ali isto tako i dijela muslimanskog pučanstva koje je bilo za autonomiju Bosne i Hercegovine i protiv podjele tih pokrajina između Beograda i Zagreba. Zbog toga se može opravdano zaključiti da su se međunacionalni i međukonfesionalni odnosi uoči II. svjetskog rata još više pogoršali.
U ožujku 1941. godine Kraljevina Jugoslavija pristupila je Trojnom paktu, a 27. ožujka 1941. godine na političku inicijativu i uz potporu vlade Velike Britanije skupina srpskih oficira na čelu s generalom Dušanom Simovićem srušila je vladu Dragiše Cvetkovića. Kralj Petar II. proglašen je punoljetnim, a regentsko vijeće je odstranjeno. To je razbjesnilo Hitlera, koji je obećao potpuno uništenje jugoslavenske države, koja je napadnuta 6. travnja 1941. godine.

## Unutarnje poveznice
| - Država Slovenaca, Hrvata i Srba - Nastanak Kraljevine Srba, Hrvata i Slovenaca - Kraljevstvo Srba, Hrvata i Slovenaca | - Kraljevina Srba, Hrvata i Slovenaca - Kraljevina Jugoslavija - Banovina Hrvatska |

## Vanjske poveznice
- HercegBosna.org Prokleta avlija (1918. – 1941.)
- HercegBosna.org Novije povjestice, vrela, kritike, raščlane i prikazi
- HercegBosna.org Monarhistička Jugoslavija